# Puderquaste

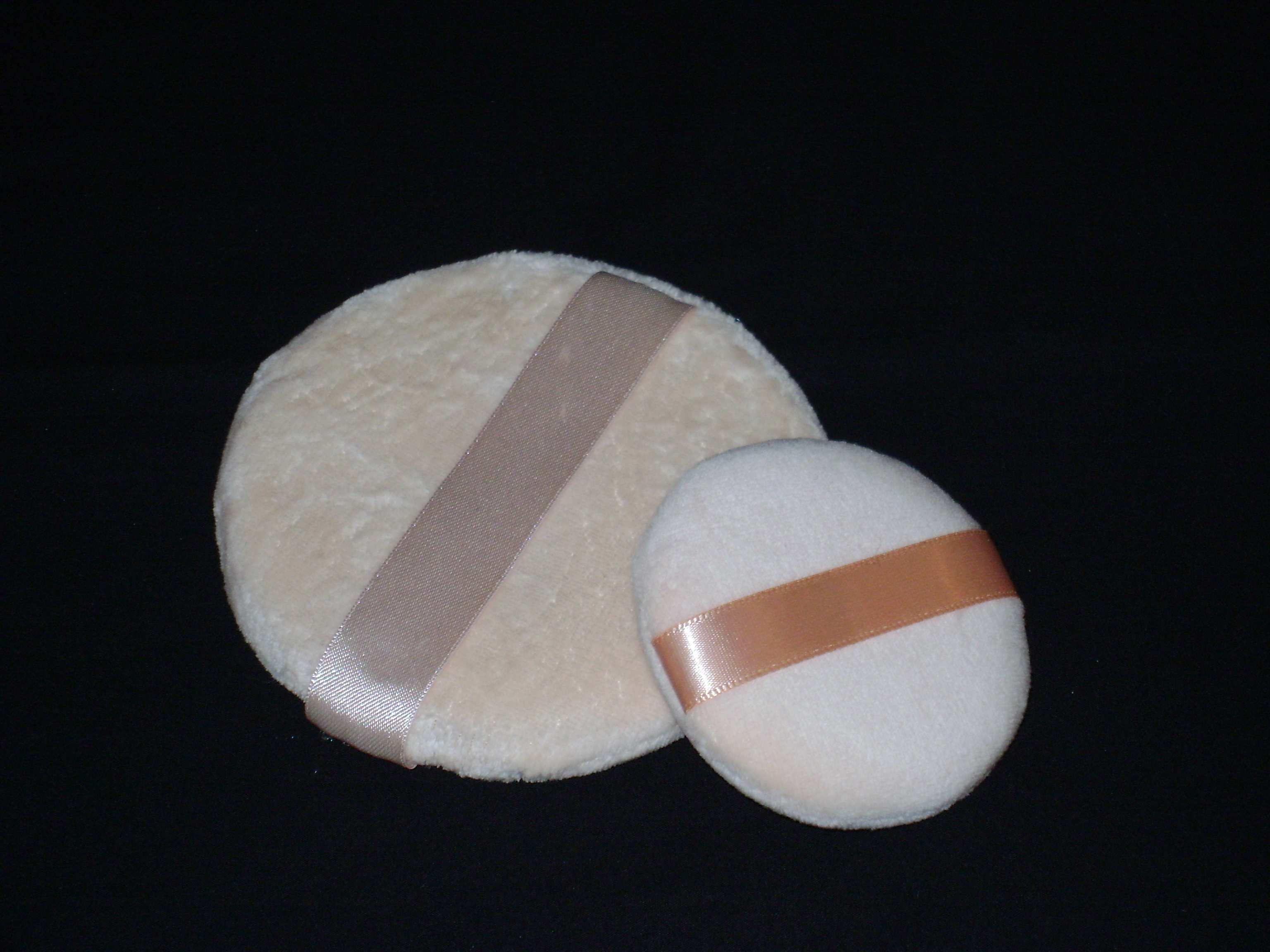
Puderquasten

Eine Puderquaste (veraltet auch Puderquast, m.) ist ein Instrument zum Auftragen von losem Puder, manchmal auch von Rouge in Puderform, auf das Gesicht. 

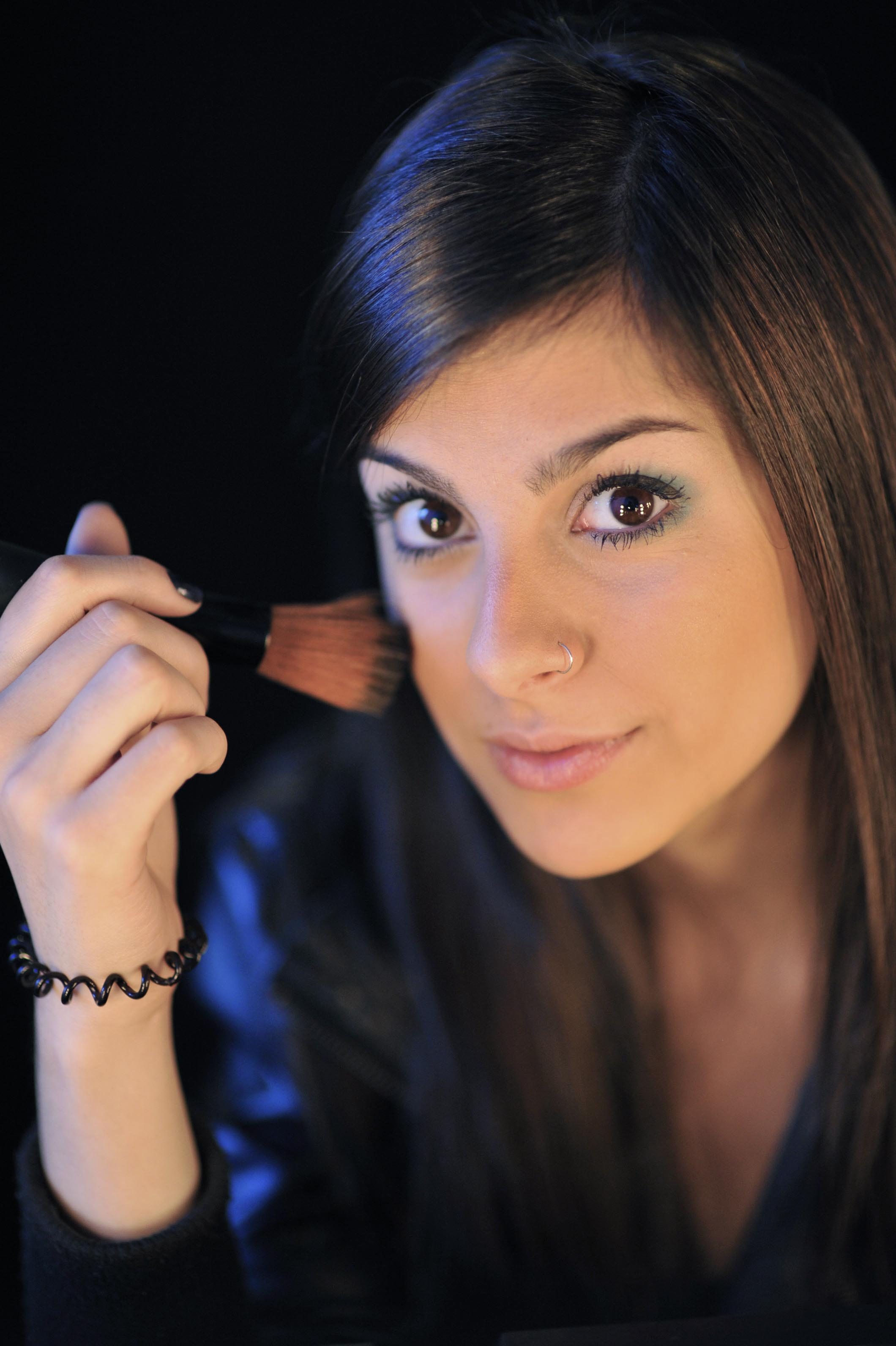
Puderpinsel oder -quast

## Anwendung
Die Puderquaste wird in den Puder getupft, abgeklopft und anschließend ohne Druck auf das Gesicht gestrichen. Große flauschige Puderquasten sind die bessere Alternative zum Puderpinsel.

## Beschaffenheit

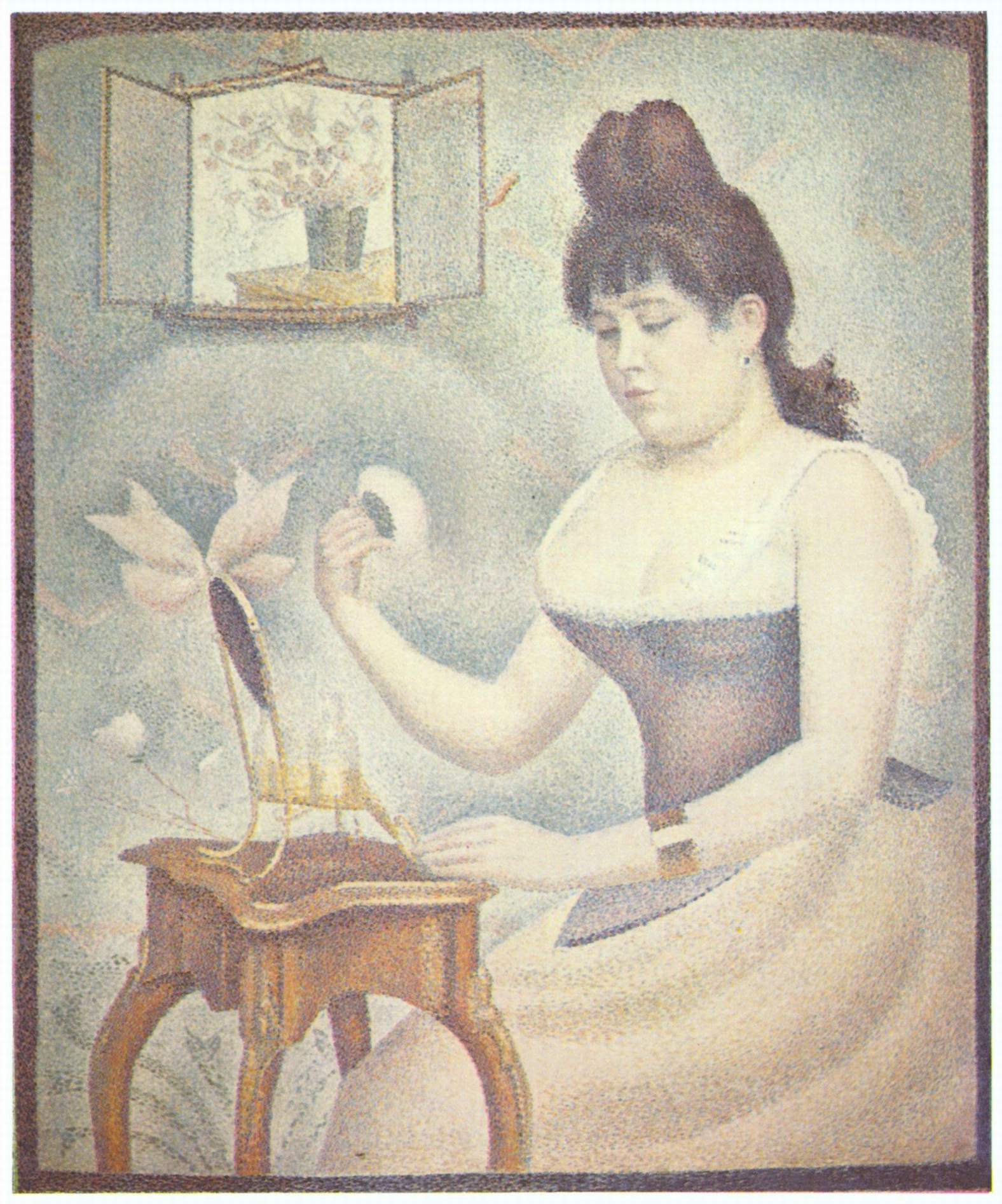
Frau mit Puderquaste (Gemälde von Seurat)

Ursprünglich wurden Puderquasten in Form eines starken Pinsels aus Naturhaar gefertigt. Heute gibt es sie meist in flacher oder rundlicher Form aus Schaumstoff, Velours, Plüsch oder Samt. 
Das Krünitz-Lexikon von 1773 beschreibt, dass Puderquasten auch aus Schwanenfell, das ist die abgezogene, bearbeitete Haut eines Schwans, in der noch die besonders weichen Flaumfedern stecken, hergestellt wurden.
Pinsel und Quaste sollten einmal wöchentlich mit Shampoo oder Waschgel in lauwarmem Wasser gereinigt werden. Die meisten Puderquasten können auch bei 40 °C im Wäschesack in der Waschmaschine gewaschen werden.